# 登登登對
《登登登對》（英語：What Fine Couples）是香港電視廣播有限公司製作的愛情遊戲節目，共20集，由曾華倩及林盛斌主持。本節目為《2012無綫節目巡禮》推介節目之一，亦為「愛的季節」呈獻節目之一，並繼2011年《心有靈犀》而再次推出的愛情節目。
本節目於2012年1月30日至2月24日，逢星期一至五22:30-23:00於翡翠台及高清翡翠台播出。

## 簡介
本節目每集請來4對男女，並邀請3組藝人或名人嘉賓，透過不同的遊戲環節，測試各男女之間的默契和恩愛程度，從而分析和配對誰是真正情侶，猜中最多情侶的嘉賓為之勝出。若多於1組同時猜中4對情侶，則以沒有改動答案的組別為之勝出，否則皆勝出。

## 每集內容
| 集數 | 播映日期 | 嘉賓（猜中數目及勝出組別）                                                                                    | 參與情侶                                                  |
| 01   | 1月30日  | 甜甜蜜蜜組：李丞責、劉倩婷（4對，勝） 煙煙韌韌組：潘雲峰、黃山怡（4對） 攬攬錫錫組：羽 翹、莊思敏（2對）      | 阿維、Lee Sion、阿欣 Japang、Elaine Ken、Moni             |
| 02   | 1月31日  | 甜甜蜜蜜組：李丞責、劉倩婷（4對，勝） 煙煙韌韌組：潘雲峰、黃山怡（4對） 攬攬錫錫組：羽 翹、莊思敏（2對）      | 阿維、Lee Sion、阿欣 Japang、Elaine Ken、Moni             |
| 03   | 2月1日   | 甜甜蜜蜜組：徐淑敏、黃 浩（2對，勝） 煙煙韌韌組：麥長青、陳庭欣（0對） 攬攬錫錫組：黃德斌、江欣燕（0對）      | Gordon、Rebecca 李師傅、June 鴻哥、Can Sunny、Bonnie      |
| 04   | 2月2日   | 甜甜蜜蜜組：徐淑敏、黃 浩（2對，勝） 煙煙韌韌組：麥長青、陳庭欣（0對） 攬攬錫錫組：黃德斌、江欣燕（0對）      | Gordon、Rebecca 李師傅、June 鴻哥、Can Sunny、Bonnie      |
| 05   | 2月3日   | 甜甜蜜蜜組：薛家燕、敖嘉年（4對，勝） 煙煙韌韌組：白韻琹、謝偉俊（1對） 攬攬錫錫組：李思捷、湯盈盈（2對）     | Joey、Esther Ben、Poco 阿亮、Jo 阿昇、Angela              |
| 06   | 2月6日   | 甜甜蜜蜜組：薛家燕、敖嘉年（4對，勝） 煙煙韌韌組：白韻琹、謝偉俊（1對） 攬攬錫錫組：李思捷、湯盈盈（2對）     | Joey、Esther Ben、Poco 阿亮、Jo 阿昇、Angela              |
| 07   | 2月7日   | 甜甜蜜蜜組：洪天明、周家蔚（2對） 煙煙韌韌組：胡蓓蔚、單立文（4對，勝） 攬攬錫錫組：方伊琪、王俊棠（4對，勝） | Alex、Joyce 阿添、Kate Jason、Emma Rodney、Jennifer       |
| 08   | 2月8日   | 甜甜蜜蜜組：洪天明、周家蔚（2對） 煙煙韌韌組：胡蓓蔚、單立文（4對，勝） 攬攬錫錫組：方伊琪、王俊棠（4對，勝） | Alex、Joyce 阿添、Kate Jason、Emma Rodney、Jennifer       |
| 09   | 2月9日   | 甜甜蜜蜜組：李龍基、劉鳳屏（4對，勝） 煙煙韌韌組：麥玲玲、胡渭康（4對） 攬攬錫錫組：張致恆、關智斌（4對）     | Alan、Ivy Tim、Doris Alex、Rita Kent、Joe                 |
| 10   | 2月10日  | 甜甜蜜蜜組：李龍基、劉鳳屏（4對，勝） 煙煙韌韌組：麥玲玲、胡渭康（4對） 攬攬錫錫組：張致恆、關智斌（4對）     | Alan、Ivy Tim、Doris Alex、Rita Kent、Joe                 |
| 11   | 2月13日  | 甜甜蜜蜜組：歐錦棠、萬斯敏（1對，勝） 煙煙韌韌組：杜宇航、陳嘉桓（0對） 攬攬錫錫組：陳倩揚、陳浩然（1對，勝） | Vincent、Polly Scott、Japan Terry、Pinky Timothy、Cecilia |
| 12   | 2月14日  | 甜甜蜜蜜組：歐錦棠、萬斯敏（1對，勝） 煙煙韌韌組：杜宇航、陳嘉桓（0對） 攬攬錫錫組：陳倩揚、陳浩然（1對，勝） | Vincent、Polly Scott、Japan Terry、Pinky Timothy、Cecilia |
| 13   | 2月15日  | 甜甜蜜蜜組：范振鋒、李思欣（4對） 煙煙韌韌組：朱凱婷、李浩林（4對，勝） 攬攬錫錫組：張國強、譚玉瑛（4對，勝） | Smith、Deseree Joe、Ruby Bitto、Donna Flaco、Ely          |
| 14   | 2月16日  | 甜甜蜜蜜組：范振鋒、李思欣（4對） 煙煙韌韌組：朱凱婷、李浩林（4對，勝） 攬攬錫錫組：張國強、譚玉瑛（4對，勝） | Smith、Deseree Joe、Ruby Bitto、Donna Flaco、Ely          |
| 15   | 2月17日  | 甜甜蜜蜜組：江 華、麥潔文（0對） 煙煙韌韌組：馬國明、沈卓盈（0對） 攬攬錫錫組：黃智賢、李亞男（1對，勝）      | 阿馳、Momoko Dee、Lu Mathew、瑩影 Elvis、Emily            |
| 16   | 2月20日  | 甜甜蜜蜜組：江 華、麥潔文（0對） 煙煙韌韌組：馬國明、沈卓盈（0對） 攬攬錫錫組：黃智賢、李亞男（1對，勝）      | 阿馳、Momoko Dee、Lu Mathew、瑩影 Elvis、Emily            |
| 17   | 2月21日  | 甜甜蜜蜜組：胡諾言、陳 琪（4對） 煙煙韌韌組：賈曉晨、狄易達（4對，勝） 攬攬錫錫組：韋家雄、葉翠翠（4對）      | 阿聰、Patsy Kevin、Sophia Kal Li、Chelffy Jay、JJ         |
| 18   | 2月22日  | 甜甜蜜蜜組：胡諾言、陳 琪（4對） 煙煙韌韌組：賈曉晨、狄易達（4對，勝） 攬攬錫錫組：韋家雄、葉翠翠（4對）      | 阿聰、Patsy Kevin、Sophia Kal Li、Chelffy Jay、JJ         |
| 19   | 2月23日  | 甜甜蜜蜜組：王書麒、許秋怡（2對） 煙煙韌韌組：伍衛國、姚子羚（2對） 攬攬錫錫組：安德尊、張美妮（4對，勝）     | Stanley、Ursula Cola、Winnie Andy、Candice Wayne、Maggie  |
| 20   | 2月24日  | 甜甜蜜蜜組：王書麒、許秋怡（2對） 煙煙韌韌組：伍衛國、姚子羚（2對） 攬攬錫錫組：安德尊、張美妮（4對，勝）     | Stanley、Ursula Cola、Winnie Andy、Candice Wayne、Maggie  |

## 外部連結
- 無綫電視節目網頁 - 登登登對 （页面存档备份，存于）

## 電視節目的變遷
| 無綫電視翡翠台、高清翡翠台 星期一至五 22:30-23:00 時段 | 無綫電視翡翠台、高清翡翠台 星期一至五 22:30-23:00 時段 | 無綫電視翡翠台、高清翡翠台 星期一至五 22:30-23:00 時段 |
| ------------------------------------------------------ | ------------------------------------------------------ | ------------------------------------------------------ |
|                                                        | 登登登對 （2012.01.30 - 2012.02.24）                   |                                                        |
| 新春自家菜 （2012.01.24 - 2012.01.27）                 | 財智達人II （2012.02.27 - 2012.03.09）                 |                                                        |